# Zamia wallisii
Zamia wallisii — вид голонасінних рослин класу Саговникоподібні (Cycadopsida).
Етимологія: видовий епітет віддає почесті Густаву Ўолісу (Gustav Wallis) колекціонеру рослин у другій половині дев'ятнадцятого століття, який вперше зібрав вид.

## Опис
Стовбур підземний, 3–5 см діаметром. Листя зазвичай поодинокі (2–3), вони 0,5–1,5 м завдовжки; черешок 0.3–1 м; хребет з 2–5 парами листових фрагментів, іноді з кількома колючками в нижній третині. Листові фрагменти еліптичні, з канавками між жилками на верхній поверхні, клиновиді біля основи, загострені на вершині, середні — 30–50 см завдовжки, 12–15 см шириною. Пилкові шишки від кремового до світло-коричневого кольору, від циліндричних до подовжено-циліндричних, довжиною 5–8 см, 1–2 см діаметром. 2n = 16.

## Поширення, екологія
Країни зростання: Колумбія (материк). Зростає від первинних та вторинних дощових лісів до хмарних лісів на 1000—1200 м як підлісок на бідних глинистих ґрунтах. Рослини зустрічаються на крутих схилах і вершинах пагорбів.

## Загрози та охорона
Цей вид знаходиться під загрозою руйнування і фрагментації місць проживання в результаті очищення / збезлісення для сільського господарства (банани та ананаси). Крім того, було повідомлено, що вид дає насіння нечасто. Рослини зустрічаються в англ. Las Orquideas National Park.